# Заболоцкий, Василий Григорьевич
Васи́лий Григо́рьевич Заболо́цкий Асанчук — посол Ивана III. Третий сын боярина Григория Васильевича. Один из представителей многочисленной семьи, находящейся на службе Московских князей.
В мае 1493 года вместе с дьяком В. Долматовым был послан с дипломатической миссией к врагу Ягеллонов князю мазовецкому Конраду, который сватался к дочери Ивана III. Нужно было выяснить, насколько решительно он настроен на борьбу с польским королём и литовским князем. 
В конце 1494 года вместе с братом Петром принимал в Москве литовское посольство. Вместе со своими братьями Петром и Алексеем сопровождал Ивана III в Новгород. Деятельность Василия Асанчука обрывается в 1499 году, одновременно с казнью С. И. Ряполовского.

## Критика
В Российской родословной книге П. В. Долгорукова, родословной книге М. Г. Спиридова и родословной книге М. А. Оболенского — не указан. С прозванием Асанчук в указанных источниках упомянут Алексей Григорьевич Заболоцкий, с которым сходны все указанные службы и посольства.